# 일링 스튜디오

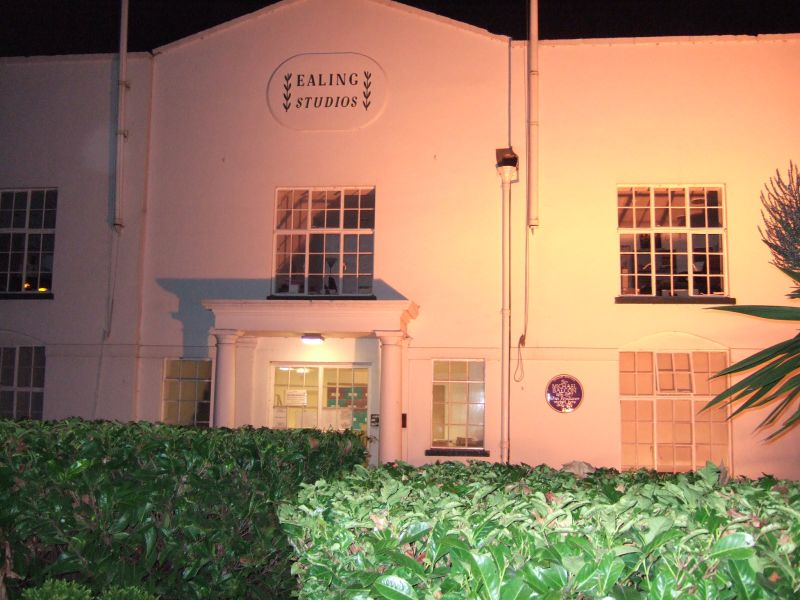
일링 스튜디오의 모습.

일링 스튜디오(Ealing Studios)는 영국 런던 일링에 위치해 있는 촬영 스튜디오이다. 또한 일링 스튜디오는 1950년대에 유명해져 일링 코미디스(Ealing Comedies)라고 불리는 수많은 희극 영화를 만들어 왔다.